# Hammaptera hypochrysa
Hammaptera hypochrysa là một loài bướm đêm trong họ Geometridae.